# FIFA Football 2002
FIFA Football 2002 je nogometna videoigra iz serijala FIFA. Proizvođač je EA Sports, a izdavač Electronic Arts.

## Licence

### Lige
FIFA Football 2002 imala je 16 nogometnih liga. Najpoznatija liga koje nema je nizozemska Eredivisie, a 
sadržavala je sljedeće lige:
| - T-Mobile Bundesliga - Jupiler League - Champeonato Brasileiro - SAS Ligaen - FA Premier Liga - Ligue 1 - Bundesliga - Israeli Premier League | - Serie A - K-League - Tippeligaen - SPL - Primera División - Allsvenskan - Swiss Axpo - Major League Soccer |

### Rest of World
Rest of World (hr: "Ostatak svijeta") liga je gdje su poznatiji klubovi iz liga koje nisu gore navedene.
Klubovi u opciji "Rest of World":
- Sparta Prag
- Ajax
- Benfica
- FC Sigma Olomouc
- Feyenoord
- Galatasaray
- Levski Sofija
- NK Maribor
- Olympiakos
- PSV Eindhoven
- Porto
- Rapid Bukurešt
- Sporting Lisabon
- Wisla Krakov